# Deutsche Kriegsgräberstätte Asfeld

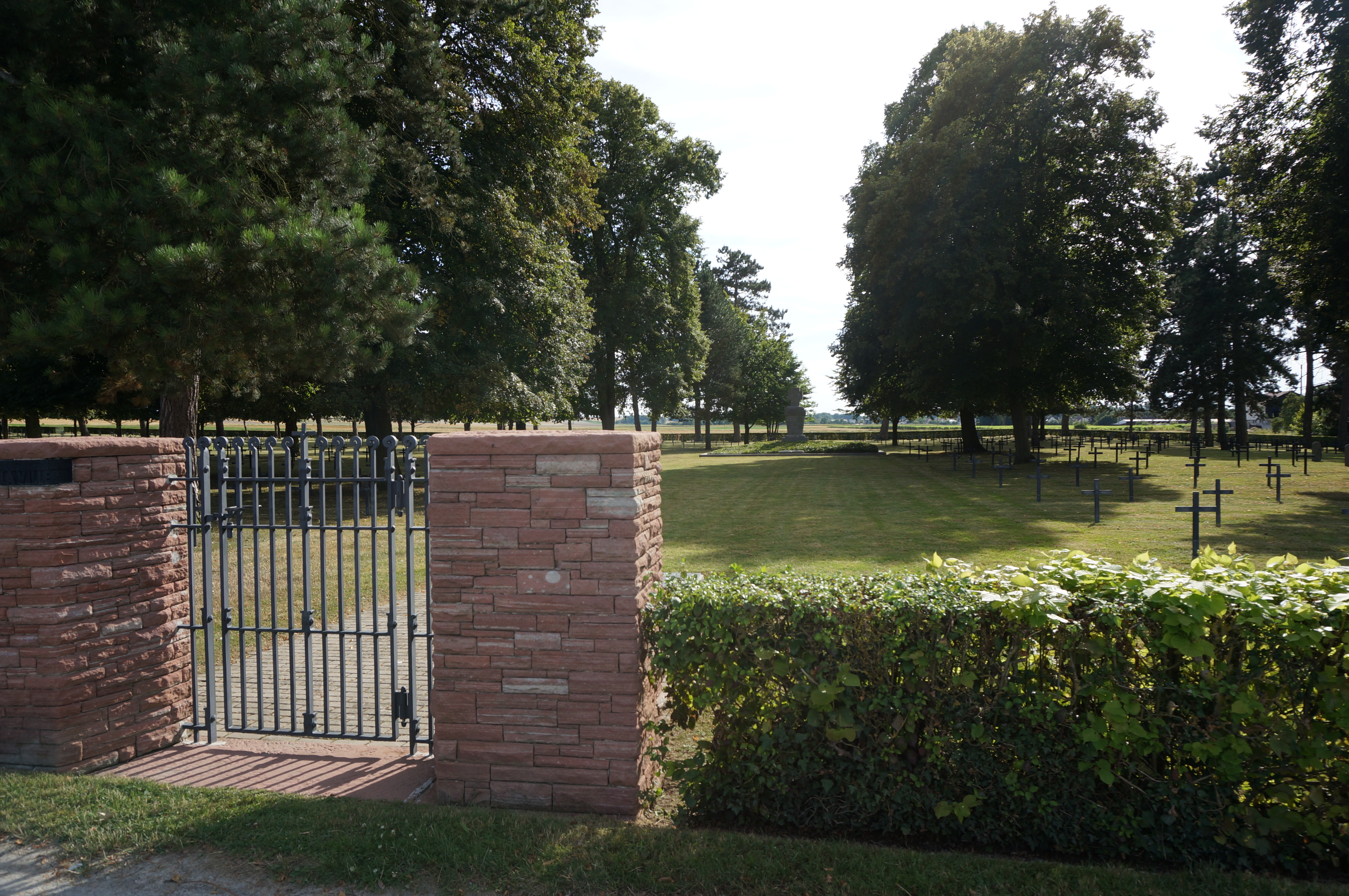
Eingang zum Friedhof

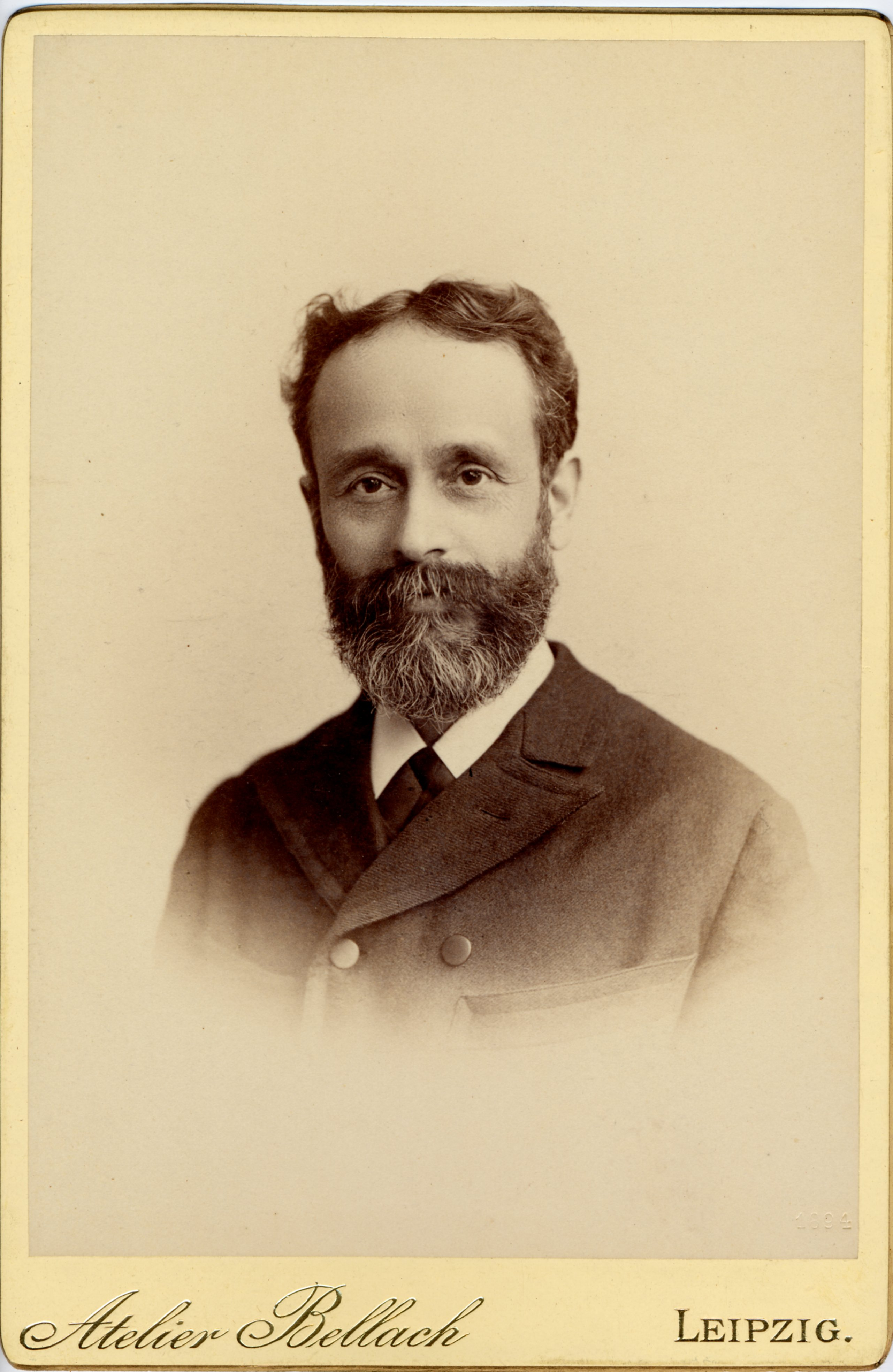
Caspar René Gregory

Die Deutsche Kriegsgräberstätte Asfeld (frz. Cimetière militaire allemand d’Asfeld) befindet sich in der französischen Gemeinde Asfeld im Département Ardennes. Der Friedhof wurde 1917 angelegt.
Auf der Gedenktafel steht in französischer und deutscher Sprache: „Auf diesem Friedhof ruhen 5376 deutsche Soldaten 1914 – 1918“. 
Die acht Gräber der Soldaten jüdischen Glaubens erhielten statt des Kreuzes eine Stele aus Naturstein.
Der älteste gefallene Kriegsfreiwillige des deutschen Heeres, der Leutnant d.R. Caspar René Gregory, der im Alter von 70 Jahren als Leiter eines Gräberverwaltungskommandos bei der Bergung von Gefallenen durch eine Granate sein Leben verlor, ist auf dem Friedhof bestattet.